# カンテレ

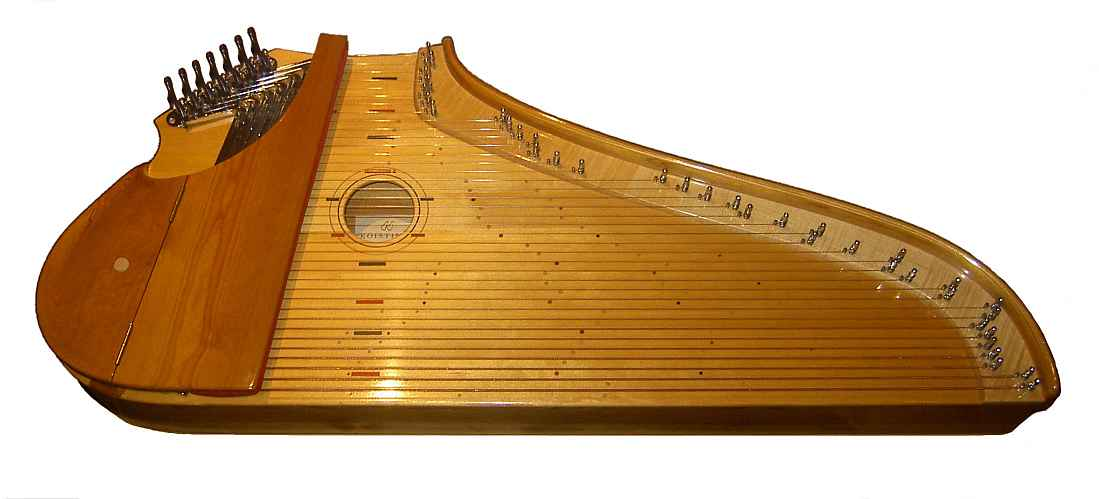
38弦 コンサート・カンテレ

カンテレ (kantele) はフィンランドの民族楽器の一つで、ツィター属に属する撥弦楽器の一種である。フィンランドの国民的叙事詩である『カレワラ』の中で、老賢者ワイナミョイネンがカンテレを開発したことになっているため、フィンランドでは民族意識の象徴として扱われることも多い。5弦から40弦まで、用途に応じ、異なる数の弦が張られた楽器を使い分ける。なお、カンテレの外見は様々であるが、一部範疇の弦数の場合の形状は他の諸外国の楽器に近似する場合（持ち運び出来る大きさで弦数の多い物は例えば日本の琴に似る場合がある等）がある。

## 成立の過程

### 神話的
ワイナミョイネンがカンテレを創造したのは、北方の地ポホヨラに遠征したときで、その模様は『カレワラ』第40章に語られている。ポホヨラに向けてワイナミョイネンが船を進めていると、舟が大カマスの背に乗り上げ、動かなくなってしまう。ワイナミョイネンは直ちにこの大カマスを一刀両断にすると、近くの漁村に立ち寄り、これを料理するように村人に申し付ける。料理をする村人たちが捨てる骨を見ていたワイナミョイネンは、その骨を使って楽器を作ることを思い立つ。
大カマスの顎骨を枠にして、ヒイシ（Hiisi）の去勢馬の毛を張られ、最初のカンテレが完成した。しかしこのカンテレは、第43章で語られる「サンポ戦争」の際に湖に沈められ、永遠に失われてしまう。サンポとは、穀物と塩と銭を絶えず引き出す魔法の碾き臼のことで、サンポの所有者であったポホヨラの女主人から、ワイナミョイネンたちカレワラ軍がこれを奪取した事でサンポ戦争は始まる。しかしその最中、カンテレは失われてしまうのである。ワイナミョイネンは鍛冶イルマリネンに大熊手を作らせ、それで湖中を探すものの、ついに見つかる事はなかった。
ワイナミョイネンは悲嘆にくれ、国中を歩き回る。ある森の辺りにたどり着いたとき、彼はそこで一本の樺の木が泣いているところに出会った。樺は、四季を通してきこりたちに枝を切られ、皮をはがれる自分の運命を嘆いていた。ワイナミョイネンはこれを哀れに思い、楽器にして慰めることを思い立つ。かくして、新しいカンテレの枠は出来上がった。次にワイナミョイネンは、弦を結わえ付けるネジ(ペグ)を探し回る。ある庭の木の枝で、鳴くたびに口から金銀を流すカッコウに出会った。ワイナミョイネンは、この金銀を拾い上げ、ネジの材料にした。
次に絃を求め、荒野をさ迷ったワイナミョイネンは、そこで恋人を待って歌う一人の乙女に出会う。ワイナミョイネンは乙女に髪を5本所望し、無事に手に入れることが出来た。
新しいカンテレが完成した。ワイナミョイネンがこれを抱えて岩の上にすわり、爪弾くと、妙なる調べが近隣に響き渡った。これを耳にした人も動物も植物も、天地すらも、ワイナミョイネンのカンテレに聞き惚れ、喜びに満たされていった。
以上が、『カレワラ』で語られるカンテレの成立過程である。

### 歴史的
三角形の板に5本の弦を張った楽器であるカンテレは、学問上はツィターの仲間に分類されているが、ツィターの成立以前、2000年前にはすでに最古のカンテレが存在したという説もあれば、その歴史は1000年もないと主張する説もあり、今のところ定説はない。
現存する5弦カンテレのうち、製造年が判別できる最古のものは、1698年に作られたものである（フィンランド国立博物館(National Museum of Finland)収蔵：Kurkkijoki村で採集）。カンテレは、曲だけを演奏するために用いられることもあれば、歌やダンスの伴奏として用いられることもあった。歌は、叙事詩や叙情詩、伝説などを歌う歌から、遊び歌などが主なレパートリーで、『カレワラ』はこうした古い歌を編纂して作られたものである。
長く民俗音楽を演奏するための楽器として主役の座にあったカンテレは、徐々にフィドルにその地位を奪われることになる。カレリア地方、ラドガ湖周辺から中央、および北オストロボスニア地方にかけては、1830年代頃までカンテレを作っての演奏は珍しいものではなかったが、その他の地域では、17世紀にはすでに一般的なものではなくなっていた。

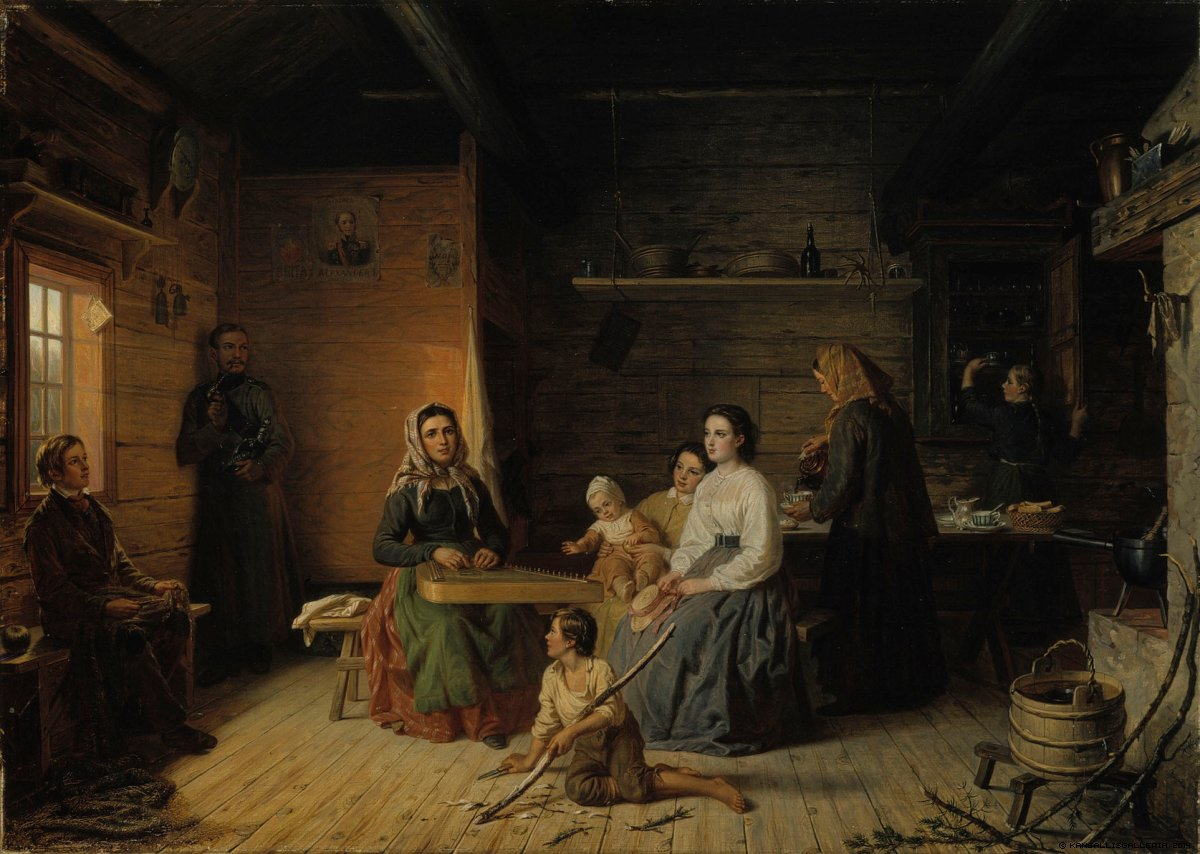
農民の小家屋で演奏するクレータ・ハーパサロ

しかし、中央オストロボスニア地方出身のカンテレ奏者クレータ・ハーパサロ(Kreeta Haapasalo)らが、ヘルシンキなどでコンサートを行うことで、カンテレは再び多くの人々の目に止まった。アレクシス・キヴィ(Aleksis Kivi)などは、自筆の詩Anjanpellon markkivatの中で、彼女について言及してもいる。クレータは、「カンテレ・クレータ」の愛称で親しまれ、1893年に没すると、切手の図柄としてその姿を遺された。
クレータの後に幾人もの演奏家達が続いたこともあって、各地のマイナーなスタイルが再発見された。また、楽器自体の改良も試みられ、1920年、パウリ・サルミネンによって、音程を変化させる切替機構を持ったコンサートカンテレが開発されると、カンテレは、大きな芸術的可能性を秘めた楽器として遇されるようになった。この後も楽器の改良は積極的かつ盛んに行われ、アンプにつなぐことで、音質を変化させることが出来る電気カンテレ（エレキカンテレ）なども開発された。
折からの民俗音楽復興運動も手伝って、5弦カンテレはリコーダーのように、情操教育に適したものとして、各地の小学校、幼稚園、保育園などで音楽教育に組み込まれることになった。音楽学校やフィンランド唯一の音楽大学であるシベリウス音楽院では、演奏法の研究も行われ、伝統的な演奏法を調査、研究、再興させることに力が注がれる一方、新しい演奏法の開発も行われている。同学には伝統音楽、西洋クラシック音楽、電子音楽の領域での博士課程もある。

## 構造

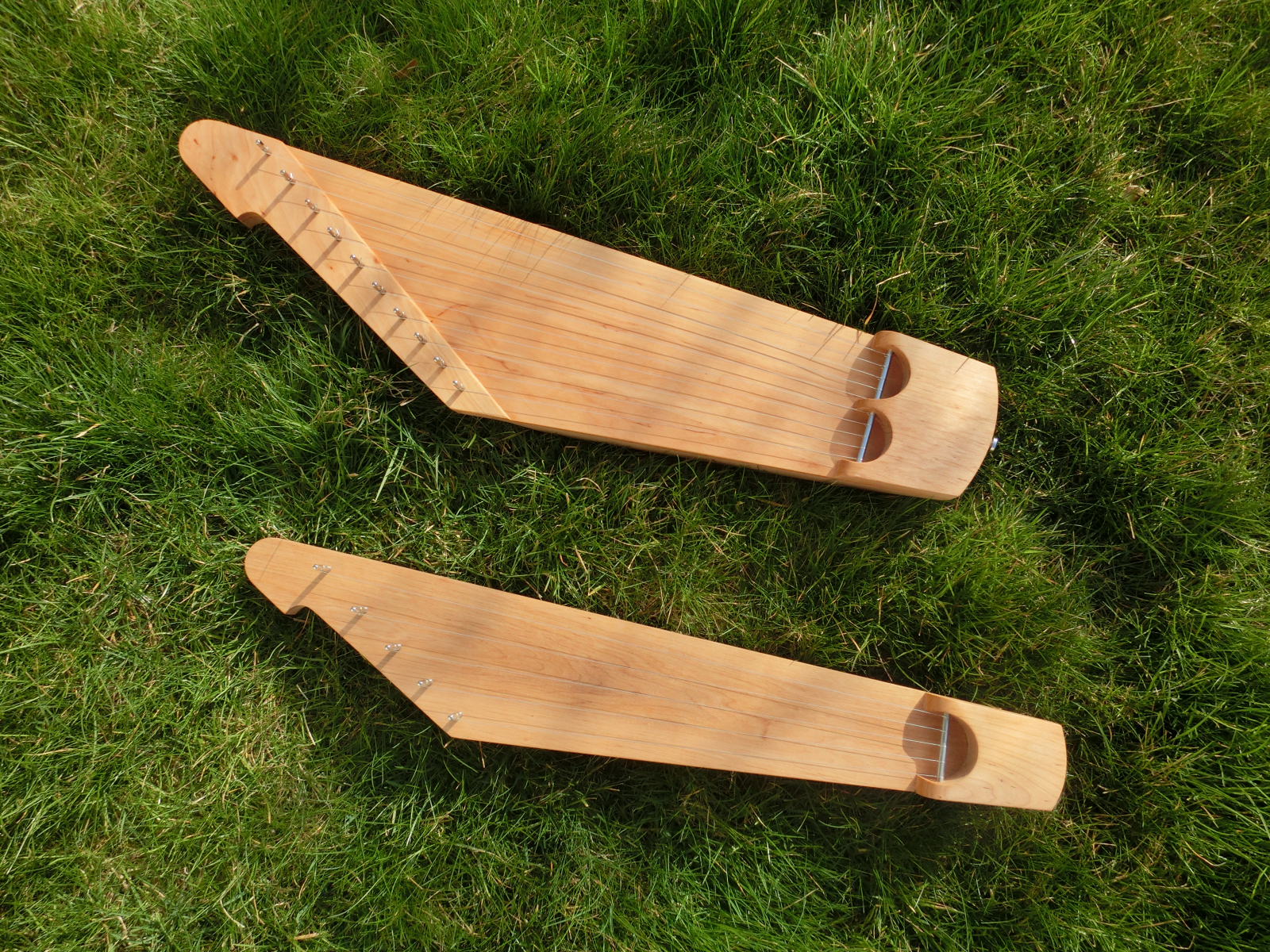
10弦(上)と5弦(下)のカンテレ

最古のカンテレは一本の木を刳り貫き、表面に5本の弦を張った楽器であった。現在の演奏会用カンテレは39絃にも及び、その本体は何枚もの板材から作られている。カンテレの材料となるのは、ポプラや松、ハンノキ、唐檜などで、神話のように白樺で作るものはまれである。弦を止めるペグは樺材で作られていたが、現在の演奏会用カンテレでは、金属製のものが使われている。
伝統的な手法において、5弦カンテレは五音音階に調律されるが、演奏会用のものは全音階に調律され、半音操作のための切り替え機構をもっているものもある。　

## 奏法

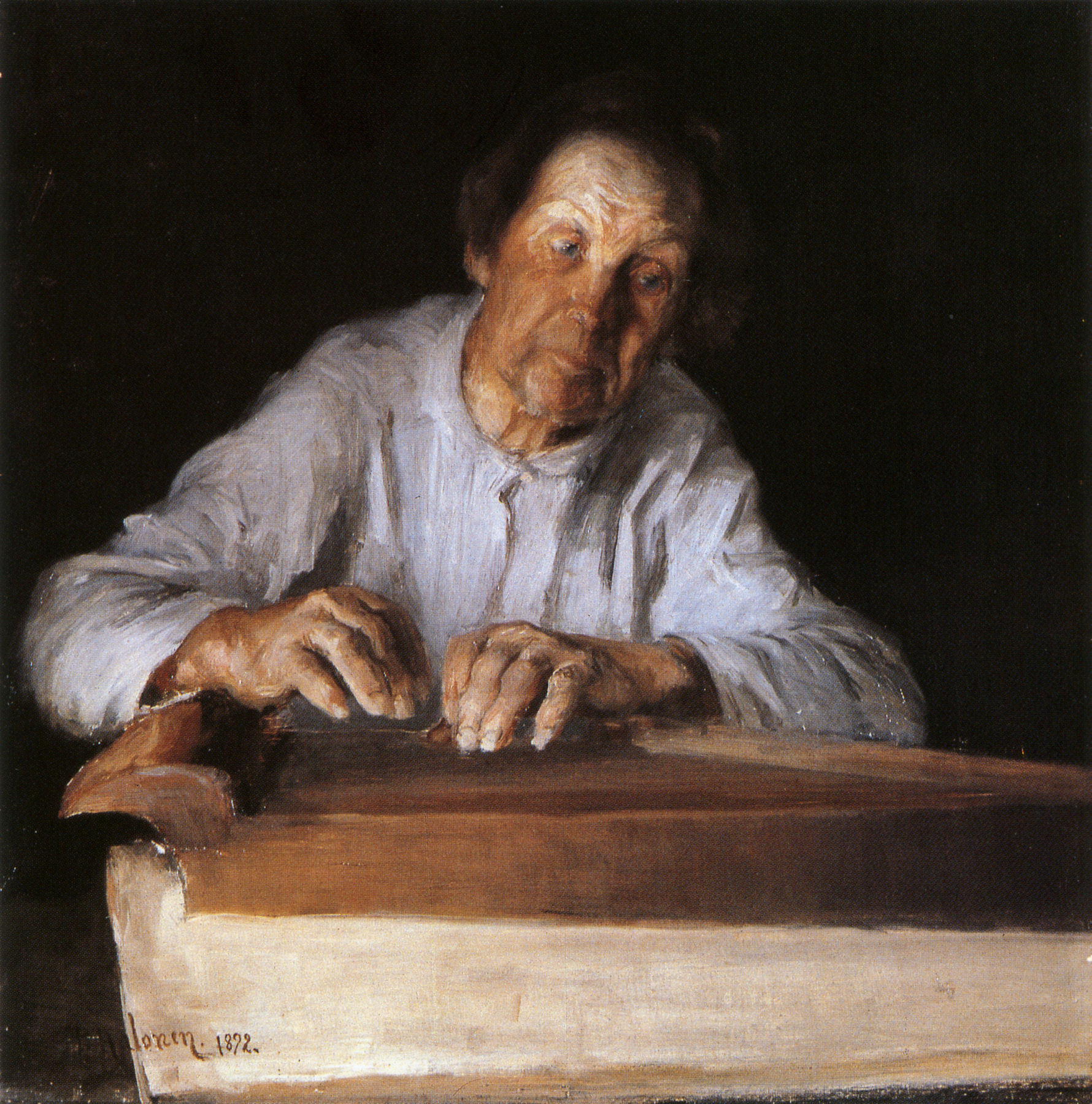
『カンテレ奏者』（1892年、ペッカ・ハロネン）

カンテレは一般的に両膝または小卓に置いて演奏する。指先でつま弾く奏法、音を鳴らさない弦を指で押さえることによりミュートして（時としてマッチ棒やピックで）かき鳴らすコード奏法、その両方をとりいれたミックススタイル奏法といった演奏スタイルがある。
また、独特の演奏スタイルを築いていった地域もあり、代表的なものがサーリヤルヴィ、ハーパヴェシ、ペルホンヨキラークソである。
フィンランド中部にあるサーリヤルヴィでは、小さな棒状の木を用いて演奏する「スティックカンテレ」が発展し、北部ポホヤンマー地方のハーパヴェシでは、音を出さない弦を押さえ、周囲の弦すべてをかき鳴らすように演奏するミュート奏法が生み出された。
ペルホンヨキラークソ地域では、他地域の楽器構造が箱型に変化していく中、伝統的な木片をくり抜いて作る彫型のカンテレが長く作られていたことから、高い音(短い弦）が演奏者側になるようにして弾く形が主流となった。

## 日本での受容
1978年、第16回 ヤマハポピュラーソングコンテストにて夫婦デュオである季節風の「黒い鷲とカンテレ」が優秀曲賞を受賞。カンテレを奏しながらの歌唱ではないものの楽器の紹介のきっかけとなった。
1980年代後半にフィンランドに留学していた北海道大学学生が持ち込む。その後愛好する人が徐々に増えてきている。フィンランドからカンテレ奏者を招いてワークショップを開催。日本各地（主に東京と札幌）でカンテレの講座が開かれ始めた。2008年5月には日本カンテレ友の会が発足。カンテレ愛好者にとって書籍やCDに関する貴重な情報源となっている。2008年から札幌創成高等学校でも音楽の授業の中で取り上げられ始めた。2009年6月28日に発行された少年写真新聞『図書館教育ニュース』に取り上げられ全国の小中高等学校の図書館に掲示されている。
また、アニメ映画『ガールズ&パンツァー劇場版』の作中において継続高校の生徒ミカの愛用楽器として登場し、あらひろこの演奏による「Sakkijarven polkka」が作中BGMとして使用された。なお、カンテレをBGMに取り入れるよう提案・指示したのは監督の水島努であり、音楽を担当した浜口史郎はこの楽器についてはよく知らなかったという。

## 主な演奏者
個人
フィンランド
- マルッティ・ポケラ
- ティモ・ヴァーナネン
- ミンナ・ラスキネン
- エヴァ・アルクラ

日本
- はざた雅子
- あらひろこ
- おおいえのりこ

グループ
- ロイツマ - フォークソングと少し前の時代のポップソングのテイストを盛り込んだ、カンテレとヴォーカル、フィドルの4人グループ。メンバーのうち、ティモ・ヴァーナネンとサリ・カウラネンがカンテレ奏者。
- メムノン - 上記エヴァ・アルクラの弾くエレクトリックカンテレとサウンドデザイナーのデュオ
- カルデミンミット - 女性フォークソングバンド。メンバー4人全員、ボーカリストでカンテレ奏者。

## 類似楽器
バルト海沿岸地方には他にも類似した楽器があり、ラトヴィアの クォクレ（kokle） 、リトアニアのカンクレス（Kakles）、エストニアの カンネル（kannel） ロシアにはグースリ(Gusli)などがあげられる。